# Ruine Hirschstein

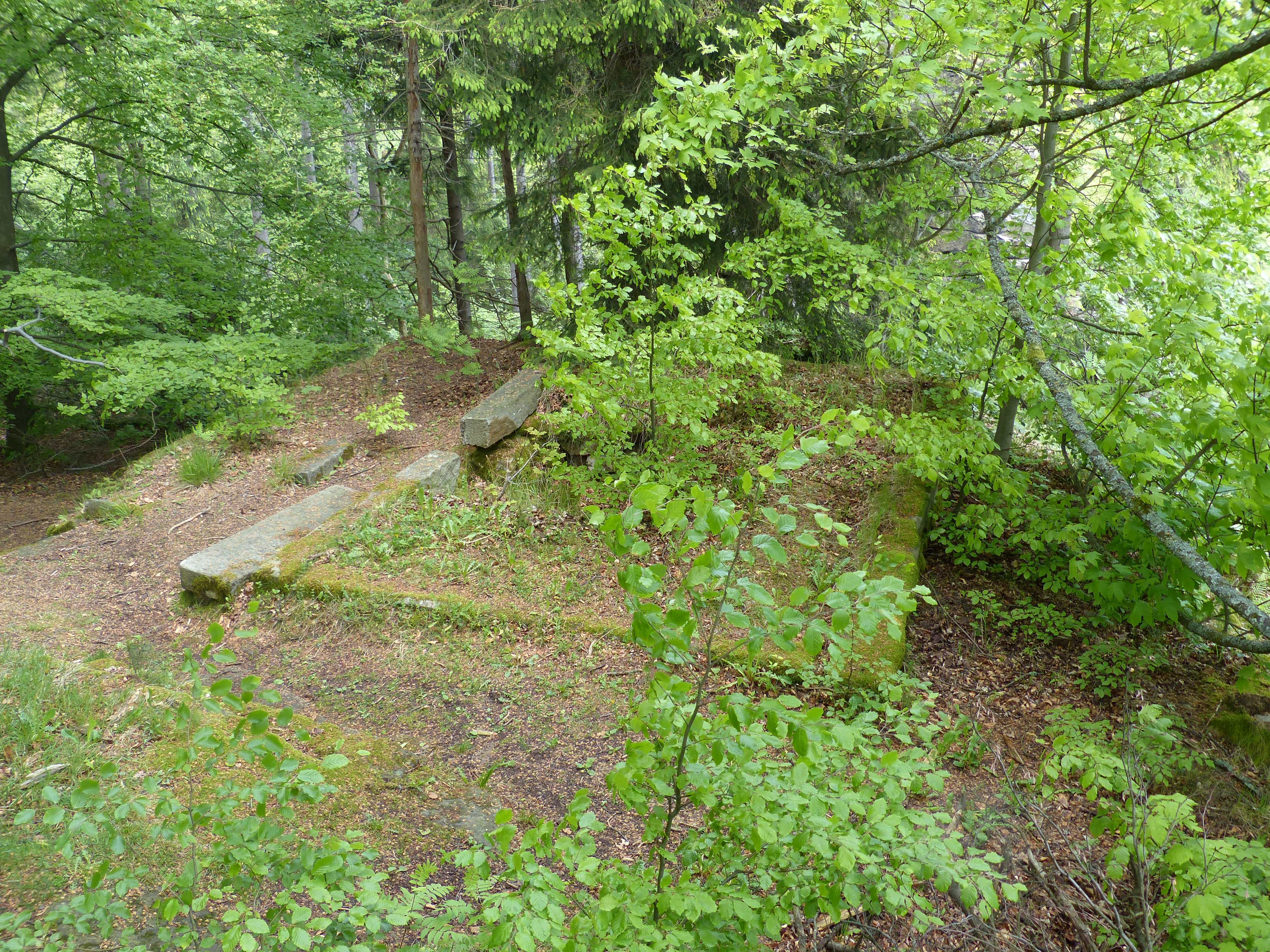
Turmfundament

Die Ruine Hirschstein ist die Ruine einer Höhenburg auf dem Großen Kornberg im Fichtelgebirge in Bayern.

## Lage
Am Nordweg zwischen dem Bahnhof Kirchenlamitz-Ost und dem Kornberggipfel liegt die Felsenburg Hirschstein (744 m ü. NN). Johann Christoph Stierlein (1759–1827) hat die Anlage 1783 skizziert und vermessen. Auch Johann Theodor Benjamin Helfrecht (1753–1819) beschrieb die Ruine. Die Burg war auf eine Felsklippe gebaut. Sichtbar ist eine zwölf Meter lange Mauer des ehemaligen Hauptgebäudes, die rechtwinklig abknickend weitere sechs Meter Länge aufweist und sich auf einer Höhe von bis zu vier Metern erhalten hat. Neben weiteren Mauerresten sind noch Andeutungen eines Mauerfundamentes eines quadratischen Turms erkennbar. Die Hauptmauer besteht aus roh behauenen und trocken versetzten Granitblöcken.
Von 1742 stammt der sogenannte Markgrafenstein, der sich 250 Meter nördlich der Ruine an einem Wanderweg befindet. Als Grenzstein markierte er die Grenze zwischen dem markgräflichen Gebiet unter Friedrich von Brandenburg-Bayreuth und Kirchenlamitz.
Die Ruine liegt im Stadtgebiet von Schwarzenbach an der Saale im Landkreis Hof. Der nächste Ort ist Kirchenlamitz im Landkreis Wunsiedel im Fichtelgebirge.

## Geschichte
Die Burg ist seit 1223 urkundlich nachweisbar, Keramikfunde deuten auf eine Bewohnung im 13. und 14. Jahrhundert hin. Graf Berthold von Henneberg belehnte 1317 die „funf brudere, die Hirzberger, Her Heinrich, Fridrich, Arnolt, Eberhart und Heymann“, Angehörige der Familie von Hirschberg, unter anderem auch mit dem „hus“ auf dem Kornberg. Gegen Mitte des 14. Jahrhunderts wurde die Burg zerstört, vermutlich ging der Nürnberger Burggraf zur Durchsetzung des Landfriedens gegen die Bewohner der Burg vor. 1361 erlaubte Burggraf Friedrich von Nürnberg den Hirschbergern, sie wieder aufzubauen. Trotz mehrfach ausgesprochener Erlaubnis zum Wiederaufbau blieb der Hirschstein eine Ruine, die Hirschberger verlagerten sich auf Burg Grünstein. Die Ruine Hirschstein diente später als Warte.
Im Dreißigjährigen Krieg dienten die Ruinen und Gewölbe des alten Schlosses dem Landvolk als Zufluchtsort. Auf markgräflichen Befehl schüttete man im 18. Jahrhundert die Gewölbe zu, da sich „Zigeuner“ und „anderes lichtscheues Gesindel“ darin eingenistet hatten. Die Sage von der „Greifenburg“ dürfte sich auf den Hirschstein beziehen.